# Bo Stief
Bo Stief (* 15. října 1946) je dánský jazzový kontrabasista a baskytarista. Narodil se v Kodani a svou profesionální kariéru zahájil v roce 1963. Později odehrál evropské turné s americkým trumpetistou Donem Cherrym. V sedmdesátých letech byl členem rockových kapel Rainbow Band a Midnight Sun. V osmdesátých letech si založil vlastní jazzové uskupení. Během své kariéry spolupracoval s mnoha hudebníky, mezi něž patří například Miles Davis, Jackie McLean, Ken McIntyre a Ben Webster.